# Анима Лазе Костића
Анима Лазе Костића или Ленка Дунђерска је стручна монографија аутора Ивана Настовића, објављена 2004. године у издању Прометеја из Новог Сада. Године 2017. објављено је друго издање књиге.

## О аутору
Иван Настовић (1932–2013) је био доктор психолошких наука и психотерапеут, специјалиста за клиничку и дубинску психологију.

## О књизи
Књига Архетип Аниме је од великог значаја не само за разумевање комплексне личности Лазе Костића и његовог посебног односа према Ленки Дунђерски, према супрузи Јулијани Паланачки, већ и за разумевање његовог дела, а посебно песме Santa Maria della Salute која је у овој монографији подвргнута јунговској дубинско-психолошкој анализи.
У овој књизи су после скоро једног века од њиховог настанка протумачени Снови Лазе Костића, чиме су добили своју праву сврху постојања. Тумачење снова Лазе Костића представља базу од великог значаја за потпуније разумевање и личности и дела Лазе Костића, као и његове љубави према Ленки Дунђерски и Јулијани Паланачки, тим двема најзначајнијим особама у његовом животу.
Аутор је најпре приступио анализи дневника снова Лазе Костића, а потом и анализи песме Santa Maria della Salute. Анализира 32 сна Лазе Костића, сваки понаособ који су сачувани у делу дневника који његов лични лекар није уништио. При том Лаза Костић није стављен на класични психијатријски кауч, већ је сагледан у димензији подсвесних тежњи, скривених симбола. Завршни део књиге доноси сугестивну анализу поеме, с темељним симболима мајке, раја и виле, а посебно цркве јер је чувена млетачка црква истакнута већ насловом.
Предговор под насловом Лаза Костић у светлу дубинске психологије је рад Николе Милошевића.